# Jerzy Jaruga
Jerzy Jurek Jaruga (* 9. April 1952 in Łódź, Polen) ist ein polnischer Kameramann, Bühnenbildner, Filmautor und Mediengestalter.

## Leben
Nach dem Besuch einer Kunstschule studierte Jaruga an der Fakultät Kamera und Fernsehbildregie an der Staatlichen Film-, Fernseh- und Theaterhochschule in Łódź. Sein Studium schloss er 1976 mit Diplom als Magister der Kunst ab. 1982 legte er die staatliche Prüfung als Bühnenbildner und Grafiker ab. 1984 siedelt er nach Deutschland über. 1996 war er freier Dozent an der Medienakademie in Augsburg im Fach Kamera. Von 2003 bis 2008 war er freier Dozent an der Bayerischen Theaterakademie August Everding in München im Fach Arbeit mit der Kamera/Theater vor der Kamera. 2013 promovierte er im Fachbereich Filmkunst an der Film-, Fernseh- und Theaterhochschule in Łódź.
Jaruga ist verheiratet und Vater von zwei Söhnen.

## Theater (Bühnenbildner)
- 1977 Pyza na polskich dróżkach Teatr im. Stefana Żeromskiego Kielce
- 1977 Mimika Teatr im. Stefana Żeromskiego Kielce
- 1977 Pyza na polskich dróżkach Teatr Ludowy Kraków-Nowa Huta
- 1978 Antygona Teatr im. Stefana Żeromskiego Kielce
- 1978 Bajki mówią o nas Teatr Ludowy Kraków-Nowa Huta
- 1978 Róża Teatr im. Stefana Żeromskiego Kielce
- 1979 Pinokio Teatr im. Stefana Żeromskiego Kielce
- 1979 Największa świętość Teatr im. Stefana Żeromskiego Kielce
- 1980 Pinokio Teatr im. Adama Mickiewicza Częstochowa
- 1980 Wędrowni komedianci Teatr im. Adama Mickiewicza Częstochowa
- 1981 Łagodnie mówiąc Teatr im. Adama Mickiewicza Częstochowa
- 1981 Szczęśliwe wydarzenie Teatr im. Julisza Osterwy Gorzów Wiel.

## Filmografie

### Beteiligt bei Spielfilmproduktionen in Polen als Kameramann
- 1976 Latarnik (Fernsehen)
- 1977 Serce serc (Fernsehen)
- 1978 Horizontale Landschaft (Pejzaz horyzontalny) (Kino)
- 1978 Bestia (Kino)
- 1981 Ciuchy historii (Fernsehen)
- 1981 Karabiny (Kino)
- 1983 Kamienne Tablice (Kino)
- 1983 Magiczne ognie (Kino)
- 1984 Wer ist der Mann? (Kim jest ten czlowiek) (Kino)

### Beteiligt bei Spielfilmproduktionen in Polen als Szenograf/Ausstatter
- 1982 Egzylia
- 1983 Mars i Wenus

### Eigene Kurzfilme in Deutschland (Drehbuch, Regie und Kamera)
- 1990 Pigmalion (Filmprädikat: wertvoll), Animationsfilm
- 1991 Das Porträt (Filmprädikat: wertvoll), Animationsfilm
- 1991 Das Leder (Filmprädikat: wertvoll)
- 1999 Spuren hinterlassen
- 2001 Bilder einer Ausstellung
- 2013 Artysta (Künstler)

### Tätigkeit als Kameramann, Filmautor und Mediengestalter in Deutschland
- über 50 Werbefilme (Kino und Fernsehen)
- über 100 Image- und Industriefilme
- über 2.000 dokumentarischen Formen (Dokumentationen, Reportagen, Magazinbeiträge)
- Aktualitäten als Kameramann
- Lichtgestaltung im Fernsehstudio
- 2001–2002           “Bergdoktor”: TV-Serie (Deutschland / SAT 1) – Kamera / DoP
- 2003–2008 Kameramann bei ARD-Fernsehserie In aller Freundschaft – 50 Folgen
- 2008“Rigoletto” 12 Internationales Opernfestival Gut Immling – Kamera / DoP
- 2009 “Macbeth” 13 Internationales Opernfestival Gut Immling – Kamera / DoP
- 2013 Kameramann beim Kurzfilm Wider Willen

## Filmfestivals
- Festival Internacional de Cinema Figueira da Foz 1991
- Internationales Dokumentarfilmfestival München 1991
- Internationales Filmfest Braunschweig 1991
- Festival de Cine Huesca 1992
- Filmfest Schwerin 1992
- Festival international du film d’art Paris 1992
- La Mosta Internacional de Cinema Alternatiu Barcelona 1993
- Kunstfilmfestival Warschau-Zakopane 1996
- Kurzfilmfestival Bayreuth 2016
- Kurzfilmwoche Regensburg 2016
- Festival des deutschen Kinos Mainz 2016
- Filmfestival filmzeit Kaufbeuren 2016